# Monty Schädel

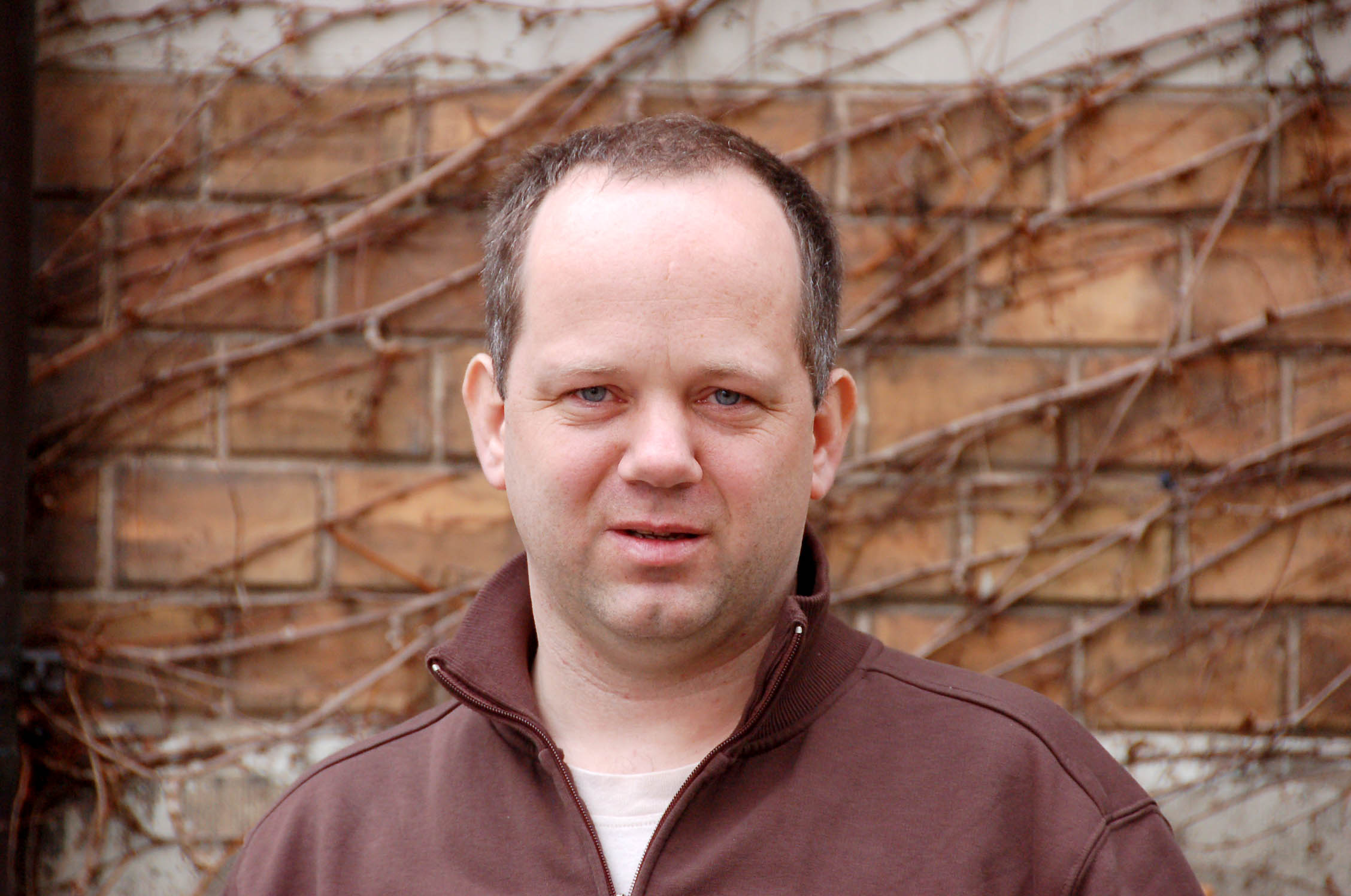
Monty Schädel

Monty Schädel (* 1969 in Grevesmühlen) ist ein deutscher parteiloser Politiker (vormals SED und PDS). Schädel war 1998 bis 2002 Mitglied des Landtages von Mecklenburg-Vorpommern und 2007 bis 2017 Politischer Geschäftsführer der Deutsche Friedensgesellschaft – Vereinigte KriegsdienstgegnerInnen (DFG-VK).

## Werdegang
Nach seiner Ausbildung zum Koch im Kreis Grevesmühlen ging er 1988 nach Leipzig und kochte dort zunächst in der Kantine der Oper, später in einer Gaststätte. Parallel engagierte er sich 1989–90 als ehrenamtlicher FDJ-Sekretär der Leipziger Theater. Er trat 1988 in die SED ein und 1992 aus der PDS wieder aus. Seitdem ist er parteilos. Von 1990 bis 1994 absolvierte er eine Erzieherausbildung, in dieser Zeit war er Sprecher des StudentInnenrates der Pädagogischen Hochschule Neubrandenburg (1990/91).
In Neubrandenburg gründete Schädel ein Beratungsbüro für Kriegsdienstverweigerung und schloss sich der Kampagne gegen Wehrpflicht, Zwangsdienste und Militär an. Mehrfach beteiligte er sich an Aktionen gegen die Rekrutierung von Soldaten. 1993 gründete er den Landesverband Mecklenburg-Vorpommern der DFG-VK und war bis 2018 deren ehrenamtlicher Landesgeschäftsführer. In der Gewerkschaft Erziehung und Wissenschaft (GEW) war er 1994–2000 Mitglied des Landesvorstandes Mecklenburg-Vorpommern. 1995 verweigerte Schädel den Kriegsdienst mit und ohne Waffe. Nach mehreren Wochen im Hungerstreik im Arrest bei der Bundeswehr entzog er sich im November 1995 dem militärischen Zugriff durch die Flucht aus einem Toilettenfenster im Bundeswehrkrankenhaus Berlin. 1995–1996 und erneut von 2003 bis 2018 war er Bundessprecher der DFG-VK. Als Totalverweigerer wurde er 1998 wegen Fahnenflucht rechtskräftig zu sieben Monaten auf drei Jahre Bewährung verurteilt.
Von 1998 bis 2002 war Schädel als einziges parteiloses Mitglied des Landtages von Mecklenburg-Vorpommern, Mitglied in der PDS-Fraktion. Ab 2000 war er Vorstandssprecher des Vereins Für Demokratie und Toleranz Mecklenburg-Vorpommern. Er wurde 2004 Mitherausgeber der Zeitung gegen den Krieg und 2006 stellvertretender Landesvorsitzender der Vereinigung der Verfolgten des Naziregimes – Bund der Antifaschistinnen und Antifaschisten (VVN-BdA) Mecklenburg-Vorpommern.
2006 organisierte er zusammen mit anderen Aktivisten den Protest der Friedensbewegung gegen George W. Bush in Stralsund. 2006/2007 war er Koordinator des Rostocker Bündnisses gegen den G8-Gipfel in Heiligendamm 2007. Ab Januar 2007 war er hauptamtlich als politischer Geschäftsführer der DFG-VK tätig. 2009 war er aktiv in der Vorbereitung der Proteste gegen den NATO-Gipfel in Strasbourg, Kehl und Baden-Baden.
2012 gründete Schädel gemeinsam mit anderen Elternvertretern den ersten Kita-Elternrat nach der Kreisgebietsreform und der Schaffung der Großkreise in Mecklenburg-Vorpommern. Seitdem ist er Vorsitzender des Kita-Elternrates in der Mecklenburgischen Seenplatte (KitaErMSE). Nach schwerer Erkrankung zog er sich 2015 weitestgehend aus der politischen Arbeit zurück und beschränkte sein politisches Engagement auf die Arbeit im Kita-Elternrat.
Seiner Website zufolge sind in den Jahren mehrfach Ermittlungsverfahren gegen ihn betrieben und teilweise zur Anklage gebracht worden. Darunter Verfahren wegen Eingriffs in den Schienenverkehr, Verstoß gegen das Versammlungsgesetz, Verstoß gegen das Ausländerrecht, weil er eine Asylbewerberin und ihr Kind vor der Abschiebung versteckt hatte, sowie Beleidigung eines Polizisten durch Duzen.